# Where's Waldo
Where's Waldo je extended play slovenskega raperja N'toka, izdan leta 2004. Posnet je bil v sodelovanju s kontrabasistom Žigom Golobom v treh dneh in je bil izdan v zelo omejeni nakladi.
Imenuje se po zbirki knjig Where's Waldo? (oz. Where's Wally? v izvirni britanski izdaji), v katerih imajo bralci nalogo najti lik po imenu Waldo v množici drugih ljudi na sliki.
Je prva N'tokova mala plošča in obsega sedem pesmi: Intro, Freedom fries, Frontman, Alice, Lazy syd, Crazy horse in Black book. N'toko in producent Borjan sta EP zasnovala, spisala in posnela v zgolj treh dneh, pri tem pa sta uporabila glasbeno podlago kontrabasista Žige Goloba. Gre za zvočno eksperimentiranje, temu primerna pa so tudi besedila, ki so precej fragmentarna.

## Seznam pesmi
Vse pesmi sta napisala Miha Blažič in Borjan.
| Št. | Naslov          | Dolžina |
| --- | --------------- | ------- |
| 1.  | „Intro‟         |         |
| 2.  | „Freedom Fries‟ |         |
| 3.  | „Frontman‟      |         |
| 4.  | „Alice‟         |         |
| 5.  | „Lazy Syd‟      |         |
| 6.  | „Crazy Horse‟   |         |
| 7.  | „Black Book‟    |         |

## Zasedba
- N'toko — vokal
- Žiga Golob — kontrabas